# Stadion Miejski w Polkowicach
Stadion Miejski w Polkowicach – stadion piłkarski znajdujący się w Polkowicach. Na tym obiekcie rozgrywają mecze piłkarze Górnika Polkowice.

## Położenie
Stadion położony jest przy ulicy Kopalnianej w Polkowicach, w południowej części miasta. Obiekt od północy okala Śródmieście, od wschodu Osiedle Hubala, od południa ogródki działkowe, a od zachodu Polkowice Dolne. W sąsiedztwie stadionu, od strony południowo-zachodniej, przebiega dwupasmowa aleja Józefa Piłsudskiego, która stanowi część drogi wojewódzkiej nr 331 i 333 (dawniej stanowiła część drogi krajowej nr 3).

## Historia
W 1973 roku rozpoczęła się budowa nowego stadionu w Polkowicach przy ulicy Kopalnianej, która zakończyła się po dwóch latach. 22 lipca 1975 roku obiekt oficjalnie został otwarty, a na inaugurację rozegrano mecz towarzyski, w którym Górnik pokonał wschodnioniemiecki ZSG Seifhennersdorf 8:1, a samo spotkanie zgromadziło rekordową frekwencję – 10 tys. kibiców.
20 marca 2001 roku gospodarze spotkali się tutaj w 1/2 finału Pucharu Ligi z Zagłębiem Lubin, padł bezbramkowy remis, a mecz zgromadził 6000 widzów. W sezonie 2003/2004 za sprawą Górnika stadion gościł w Ekstraklasie, a frekwencja na meczach gospodarzy wahała się od 2000 do 5000 kibiców. 
W 2003 roku rozpoczęła się przebudowa obiektu, dzięki której m.in. przebudowano i zadaszono (zachodnią częściowo) trybuny oraz zainstalowano oświetlenie o mocy 1400 luksów.
10 listopada 2016 roku odbył się tutaj jeden z meczów Turnieju Czterech Narodów U-20, w którym wystąpiła reprezentacja Polski i Szwajcarii. Gospodarze wygrali 2:0, a mecz przyciągnął 950 widzów.

## Mecze reprezentacji Polski
| Rodzaj spotkania              | Data spotkania    | Rywal Polski | Frekwencja | Wynik meczu | Strzelcy bramek dla Polski          |
| ----------------------------- | ----------------- | ------------ | ---------- | ----------- | ----------------------------------- |
| Turniej Czterech Narodów U-20 | 10 listopada 2016 | Szwajcaria   | 950        | 2:0 (1:0)   | Paweł Bochniewicz, Mateusz Wieteska |